# The Clash (음반)
| 평가 점수                         | 평가 점수 |
| 출처                              | 점수      |
| --------------------------------- | --------- |
| AllMusic                          | [ 1 ]     |
| Alternative Press                 | 5/5       |
| The Baltimore Sun                 | [ 3 ]     |
| Classic Rock                      | [ 4 ]     |
| The Encyclopedia of Popular Music | [ 5 ]     |
| Q                                 | [ 6 ]     |
| Rolling Stone                     | [ 7 ]     |
| The Rolling Stone Album Guide     | [ 8 ]     |
| Select                            | 5/5       |
| Spin Alternative Record Guide     | 10/10     |

《The Clash》는 1977년 4월 8일, CBS 레코드를 통해 발매된 영국의 펑크 록 밴드 더 클래시의 데뷔 스튜디오 음반이다. 1977년 2월, 4천 파운드에 3주 동안 작사, 작곡, 녹음되어 영국 차트에서 12위에 올랐으며, 역대 최고의 펑크 음반 중 하나로 많은 회고적 순위에 포함되었다.
음반의 곡들은 기타리스트 조 스트러머와 믹 존스에 의해 작곡되었으며, 레게 커버 〈Police & Thieves〉를 제외하면 주목할 만한 곡들이다. 〈Janie Jones〉, 〈White Riot〉, 〈London's Burning〉을 포함한 이 세션의 몇몇 곡들은 펑크 장르의 클래식이 되었고 싱글 차트에서 중요한 존재감을 보인 최초의 펑크 곡들 중 하나였다. 이 음반에는 기타와 보컬을 공유하는 존스와 스트러머가 참여했으며 베이스에는 폴 사이모넌, 드럼에는 테리 차임스가 참여했다.
이 음반은 1979년까지 미국에서 발매되지 않았으며, 두 번째 미국 음반이 되었다. 미국 버전은 또한 상당히 다른 트랙 리스트를 포함하였으며, 트랙 순서를 바꾸고 그 사이에 녹음된 음반이 아닌 트랙을 위해 여러 곡을 교환하였다.

## 배경
음반의 대부분은 런던의 해로 로드에서 열린 의회 고층의 18층에서 믹 존스의 할머니가 빌린 아파트로, 라이브 콘서트를 자주 보러 갔다. 이 음반은 1977년 2월, CBS 스튜디오 3에서 세 번의 주말 동안 녹음되었다. 세 번째 세션에서 음반은 녹음되어 혼합되어 완성되었으며, 녹음 테이프는 3월 초에 CBS에 전달되었다. 생산하는데 4천 파운드가 들었다.

## 커버 아트
커버 아트는 폴란드 화가 로스와프 샤이보가 디자인했다. 케이트 사이먼이 촬영한 이 음반의 앞면 커버 사진은 캠던 마켓에 있는 밴드의 '리허설 리허설' 건물 정문 바로 맞은편 골목길에서 찍은 것이다. 드러머 테리 차임스는 당시 더 클래시의 정식 멤버였지만 이미 그룹을 탈퇴하기로 결정했기 때문에 사진에는 나오지 않았다. 같은 케이트 사이먼 화보의 또 다른 사진은 2003년에 발매된 《루드 보이》의 영국 스페셜 에디션 DVD에 등장한다. 로코 마카오리가 쏜 후방의 경찰관의 사진은 1976년 노팅힐 사육제에서 일어난 폭동 당시 찍은 것으로, 트랙 〈White Riot〉의 영감이다.

## 곡 목록
모든 곡들은 특별한 언급이 없는 한 조 스트러머와 믹 존스에 의해 작사/작곡하였다.
| #  | 제목                          | 작사·작곡                 | 재생 시간 |
| -- | ----------------------------- | ------------------------- | --------- |
| 1. | 〈Janie Jones〉               |                           | 2:03      |
| 2. | 〈Remote Control〉            |                           | 3:00      |
| 3. | 〈I'm So Bored with the USA〉 |                           | 2:25      |
| 4. | 〈White Riot〉                |                           | 1:56      |
| 5. | 〈Hate and War〉              |                           | 2:05      |
| 6. | 〈What's My Name〉            | 스트러머, 존스, 키스 레빈 | 1:40      |
| 7. | 〈Deny〉                      |                           | 3:03      |
| 8. | 〈London's Burning〉          |                           | 2:12      |

| #  | 제목                     | 작사·작곡            | 재생 시간 |
| -- | ------------------------ | -------------------- | --------- |
| 1. | 〈Career Opportunities〉 |                      | 1:52      |
| 2. | 〈Cheat〉                |                      | 2:06      |
| 3. | 〈Protex Blue〉          |                      | 1:42      |
| 4. | 〈Police & Thieves〉     | 주니어 머빈, 리 페리 | 6:01      |
| 5. | 〈48 Hours〉             |                      | 1:34      |
| 6. | 〈Garageland〉           |                      | 3:12      |

## 인증
}
| 국가                                                            | 인증 | 판매량/출하량 |
| --------------------------------------------------------------- | ---- | ------------- |
| 영국 (BPI) UK original release                                  | 골드 | 100,000^      |
| 영국 (BPI) UK re-release                                        | 골드 | 100,000       |
| 영국 (BPI) US release                                           | 실버 | 60,000^       |
| 미국 (RIAA)                                                     | 골드 | 500,000^      |
| ^출하량을 기반으로 한 인증 · 판매량+스트리밍을 기반으로 한 인증 |      |               |